# São José do Cedro
Pour les articles homonymes, voir São José.
São José do Cedro est une ville brésilienne située dans la mésorégion Ouest de Santa Catarina, dans l'État de Santa Catarina.

## Géographie
São José do Cedro se situe par une latitude de 26° 27′ 18″ sud et par une longitude de 53° 29′ 39″ ouest, à une altitude de 823 mètres.
Sa population était de 13 672 habitants au recensement de 2010. La municipalité s'étend sur 280 km2.
Elle fait partie de la microrégion de São Miguel do Oeste, dans la mésorégion Ouest de Santa Catarina.
À l'est de la municipalité se trouve une gorge atteignant 18 mètres de haut, le canyon de São Vendelino, où coule le rio Tracutinga. Ce dernier rejoint ensuite le Rio das Antas.

## Administration
La municipalité est constituée de trois districts :
- São José do Cedro (siège du pouvoir municipal)
- MariFlor
- Padre Reus

## Villes voisines
São José do Cedro est voisine des municipalités (municípios) suivantes :
- Anchieta
- Guaraciaba
- Guarujá do Sul
- Palma Sola
- Princesa

La ville est également limitrophe de l'Argentine.